# Alexandre Despatie
Alexandre Despatie, född den 8 juni 1985 i Montréal, är en kanadensisk simhoppare.
Han tog OS-silver på 3m-svikten i samband med de olympiska simhoppstävlingarna 2008 i Peking.